# 球場ラヴァーズ
『球場ラヴァーズ』（きゅうじょうラヴァーズ）は、石田敦子による日本の漫画。『ヤングキング』（少年画報社）2010年10号より2011年9号まで連載され、その後『ヤングキングアワーズ』（同社）に移転し2011年7月号から2016年2月号まで連載。また『月刊ヤングキング』（同社、2013年10月号より『月刊ヤングキングアワーズGH』に改題）においても2013年5月号から2015年1月号まで並行連載していた。
なお、シリーズ作品にはサブタイトルが付いているが、この記事では便宜上サブタイトルの部分を作中では使用されていない『第○章』という形で使用する。

## 作品概要

### 第1章「私が野球に行く理由」
『ヤングキング』での連載開始から、『アワーズ』2012年11月号まで連載。女子高生が盗んでしまったお金を返そうとしたことをきっかけにプロ野球チーム・広島東洋カープの熱狂的ファンの女性2人と知り合い、カープとプロ野球に魅せられていくと同時に人間として成長していく過程を描く。ストーリー中にはカープやカープ選手にまつわるエピソードを中心に紹介されている。

#### 第1章ストーリー
松田実央は高校でクラスの女子からいじめに遭っており、ある時いじめられている女子達にお金を貢ぐためにやむなく援助交際をする羽目になる。その際出会った『赤い帽子の男』に諭され、立ち直るものの、衝動的にカバンの中にあった現金と野球の入場券の入った封筒を盗んで逃げ出してしまう。
自らの仕出かした行為を謝罪するために、入場券にあった『ジャイアンツ対カープ戦』を手掛かりに、東京ドームのビジター応援席に向かうことになる。結局『赤い帽子の男』には出会えなかったものの、熱狂的カープファンの基町勝子と下仁谷みなみ、そし野球の織りなす人間ドラマとその素晴らしさに出会うことになる。この一連の出来事によって、実央の生活は大きく一変するのだった。

### 第2章「私を野球につれてって」
『アワーズ』2012年12月号から2014年3月号まで連載された。第1章の主人公のバイト友達を主人公にしている。回数表記は『○球め』となっており、毎回最後は日南子がその回に感じたことを一言残す形で締めている。

#### 第2章ストーリー
太田日南子は東京ドームでビールの売り子をしている女子大生。野球嫌いなのにもかかわらず彼女が野球場でバイトをしている理由、それは子供の頃に両親に連れて行かれた野球場で出会った『手に星型の傷のある男の子』に会うためだった。その男の子の好きな選手だった広島の前田智徳を知るうちに、そして売り子仲間の実央達と触れあううちに、野球の魅力を知っていくのだった。

### 第3章「だって野球が好きじゃけん」
『月刊ヤングキング』連載のシリーズ。第1章にも登場するOL・勝子が主人公。誌名が『月刊ヤングキングアワーズGH』に変更された後も、引き続いて同誌で連載。回数表記は第1章と同様。毎回最後は勝子が持参・所持しているないしは購入したカープグッズ（今回のカープグッズ）が紹介される。
なお、第3章には明確なストーリーはなく、勝子の日常・出来事を切り取ったドキュメンタリータッチなものになっている。

### 第4章「こいコイ! 〜球場ラヴァーズ〜」
『アワーズ』2014年5月号から2015年7月号まで連載。この章は副題が先になり、「こいコイ!」のロゴはカープのユニホームのものに近いデザインとなっている。

#### 第4章ストーリー
中学生・三篠恋子は何かに疲れて平日昼間に学校をサボっていたところを日南子に見つかり、何もわからないまま西武ドームのオープン戦に連れて行かれる。そこでカープを知り、日南子のアドバイスで自分を取り戻した彼女だが、同級生のハーフの男子・楠本が大のカープファンと知って驚く。

### 第5章「球場ラヴァーズ3-2（フルカウント）」
『アワーズ』2015年9月号から2016年2月号まで連載。これまで登場したヒロインたちが一堂に会した作品となる。

### 番外編
2017年1月1日の中国新聞元旦号別冊のCueに前年の広島東洋カープ優勝を祝い4ページのカラー漫画が掲載された。主要登場人物は基町勝子。

### 舞台
舞台は東京近郊で、東京ドーム・西武ドーム・神宮球場が主になっている。また横浜スタジアム、QVCマリンフィールドといった関東地方の球場もたびたび登場する。
関東地方の球場以外では、MAZDA Zoom-Zoom スタジアム広島、甲子園球場、ナゴヤドーム、クリネックススタジアム宮城、札幌ドームもストーリーの過程で登場した。また地方球場では唯一サンマリンスタジアム宮崎が登場している。

### 備考
タイトルのデザインは各章ごとに異なったものになっている。ただし、宣伝でのタイトルデザインは同じものになっている。
制作にあたってはカープから名称の使用許可は受けているものの、肖像権の関係でカープ選手は基本的に登場しない（そのことを逆手に取った広告などを掲載している）。選手の名前を実際の名前とは異なる漢字で表記している場合もあり、第2巻では括弧書きで示した正しい名前に修正されている。以下はその例である。
- 高橋健（高橋建）
- 石井啄郎（石井琢朗）

プロ野球のシーズン動向をそのままトレースする形で進められているため、東日本大震災でプロ野球の開幕が延期されたことも敢えてそのまま掲載している。
完結後の2016年シーズン、カープは25年ぶりのリーグ優勝を達成。『月刊ヤングキングアワーズGH』2016年12月号において、本編連載中は描かれず仕舞いとなってしまった「カープの優勝決定シーン」、すなわち同年9月10日の試合を観戦する登場人物たちを描く読切作品『球場ラヴァーズ 〜セ界制覇〜』が発表された。

## 第1章の登場人物

### 主要人物
※年齢・入社年数・学年は断りがなければ連載開始ないしは初登場時。
松田 実央（まつだ みお）
第1章の主人公。1994年3月31日生まれ。15歳、高校1年生（初登場は2010年3月のオープン戦で15歳の高校1年生であるが、その後すぐに3月31日の誕生日が来て4月になり進級して、16歳の高校2年生になっている）。東京都三鷹市在住。
大人し目で地味な風貌。学校では「グズ子」の仇名で呼ばれる「いじめられっ子」でお金を巻き上げられていた。お金を稼ぐために援助交際を申し込んだ『赤い帽子の人』に励まされたにもかかわらず、カバンからお金入りの封筒を抜き取って逃げ出してしまう。お金を返すためにも「励ましてくれた『赤い帽子の人』にもう一度会いたい」と思い、封筒の中にあったをチケットを手がかりに、東京ドームへ向い、カープファンが集う「ビジター応援席」で、彼女は初めてカープ（野球）を知ることとなる。その後様々な試合を見ることで、熱狂的なカープファンになっていく。
野球部を見学していたのをきっかけにマネージャーになるよう部員からスカウトされるものの、スコアブックのつけ方や野球のルールそのものなどを知らないまま行うことになる。マネージャー業は3年生の夏の大会まで全うし、後に入部した後輩に引き継ぐことになる。
いじめのターゲットが加奈に移った後も、しばしば一緒に対象にされていた。ある時加奈の髪がいじめっ子に切られたことで激昂し、相手に目には目をのごとく復讐せんと思い立ったものの、中日×ロッテの日本シリーズ第6戦で両チームが奮闘する姿を見て思い留まり、両親にいじめられていることを打ち明ける。その後両親が動き、学校がいじめっ子をとがめたことで実央・加奈へのいじめは止んでいる。いじめが止んだ後は、加奈と共にレストランでアルバイトを始めたものの、東日本大震災の影響で一時休業状態に陥っていた。
薬を出す側に回りたいという理由で理系の大学を受験し、合格。大学入学後は「赤い帽子の人」探しを兼ねて、東京ドームでビールの売り子のアルバイトを始める。
名前の由来はマツダの乗用車「デミオ」から命名された。
基町 勝子（もとまち しょうこ）
1975年1月2日生まれの35歳。東京にある四年制大学卒業。池袋にある会社に勤める入社13年目のお局OL。眼鏡と耳の赤いピアス、少しねじりの入った大きなバレッタで留めているラフなまとめ髪が特徴。実央が東京ドームで知り合った熱狂的カープファン（カープふりかけやフリーペーパーを会社に持参するほど）。広島出身で東京在住。大学時代に阪神・淡路大震災のボランティアを行っていたことがある。第3章では主人公を務める。
ファン歴は長く、野球知識が皆無の実央にカープやプロ野球について蘊蓄を語る。子供の頃の夢はテレビ新広島のミニ番組「カープとお天気」に出演する「カープガール」になることだった。カープファンの従兄弟がいたが事故で亡くしている。それゆえに熱狂的なファンであることがたたって、北海道から来た新しい取引先との接待で巨人ファンの前で堂々とカープグッズを出してしまったこともある。しかしながら、その時の立ち回り（愛あふれる（まっすぐなという意味で）カープファンが戦っているのと同じように、仕事でもまっすぐ戦っていくという意気込み）を語り起死回生を図ったことで、新たな取引先を得ただけでなく、相手先の社長である三原に気に入られ、ヘッドハンティングされるに至った（ヘッドハンティングに関しては、『自分のやらなければいけないことをやる』という理由で断っている）。
後輩の堂本を意識していた時期があった。彼は勝子の後輩であるマミと婚約してしまったが、廣瀬純の応援歌をきっかけに立ち直っている。ただ、後述する堂本とマミとが婚約解消をする前後から、互いの関係がぎくしゃくし始めたが、第3章が始まった辺りで徐々に改善されている。宮崎に出張に来ていて、しかも自費で一泊滞在していた堂本から告白を受けるものの、天然な性格が災いして流してしまっている。甲子園球場で出会った堂本から再び告白されるが、ふっ切ったということで振っている。しかし甲子園球場におけるビジター席変革の一件で、少しずつ彼への心境が、友達以上恋人未満というふうに変わってきているようである。
好きな選手は連載開始時はカープからメジャーリーグに移籍していた黒田博樹（黒田とは同年代で、「3-2」の連載時期にカープに復帰）。ただし、黒田の話をすると嫌がるそぶりを見せることがある。前田智徳にも特別な思い入れがあるようである。
会社では主任まで務めたものの、堂本とマミとの婚約解消の件で、ほとぼりが冷めるまでとの条件付で部長より教育係に異動させられている。しかし、マミがこの件を聞き付けたため、部長を説教。すぐに元の部署に戻されることになる。彼女自身、部署内ではかなり信頼を持たれていることを窺わせるシーンがある。しかし、その信頼の厚さが仇となり、前田智徳の引退試合を見損ねてしまっている。ちなみに彼女の務める会社は、女性の役職はフロア長か主任止まりになる慣例があるようである。
会話に特撮やアニメのネタを盛り込むことがある。実央やみなみとは若干ジェネレーションギャップに陥ることがある（ただしアニメネタはみなみと意気投合しやすい）。
「女がババアとか言われるのなんて全然ラク」と発言しているものの、みなみが26歳になってめでたくないという発言に対し怒りをむき出しにしていることや実央のジェネレーションギャップ絡みの発言から、年齢に関してはかなり気にしている部分が垣間見える。またお局を意識させるまたは同性を敵として扱うような冗談を好んでいないが、それに対して愛想笑いをしてしまう自分自身にも嫌悪感を覚えている。
上京した際、野球が中心ではない（セ・リーグもパ・リーグも知らない）人が多いことに愕然としていたが、徐々に人の勝負でイラつかない生活に順応してしまい、野球が中心ではなくなってしまう。しかし横浜ベイスターズの優勝（1998年、23歳の時）をきっかけに、そのことに溺れていた自分自身が嫌になり、元に戻れたとお見合い相手に語っている。
堂本が出張で行っていたことを聞いて東京から近いと感じたから・野球の季節が待ち切れなかったから・会社での出来事で宮崎に向かったり、広島に里帰りしたついででマツダスタジアムに、思い付きで甲子園球場に向かうなど非常にアグレッシブな部分を持ち合わせている。
石井琢朗がファンが立ち寄る店にやって来て気絶している。
名前の由来はカープの前本拠地・広島市民球場の所在地「広島市中区基町」から。
下仁谷 みなみ（かにや みなみ）
1984年11月15日生まれの25歳。アフロっぽい髪形をしている。フリーのアニメーターで、主に上井草にあるアニメ制作会社に勤める（ただし、フリーでありながら面接官をやっている）。そのため、自由業とも自称している。縦ロールの髪型が特徴で「- のん」が口癖。親類は母親のみである。勝子同様、実央が東京ドームで知り合ったカープファン。以前付き合っていた彼（不倫だった）のアリバイ工作をきっかけとしてカープファンになる。その彼と別れた理由は、カープファンの黒田博樹へのメッセージに影響された上に、怪我で不調になった前田智徳をバカにしたのを許せなくなったため。この時に彼の頭を引っ叩いたメガホンバットは実はたまたま近くの席だった勝子のもので、この時初めて知り合った。職業柄および立ち位置上、試合観戦には時間の制約を受けないという。
子供向けプロ野球アニメを作りたいという夢（理想）を持つものの、実際はマンガ原作のアニメの製作や自分で切った絵コンテの手直しばかりをさせられている状況である。東日本大震災の影響で、アニメを描いていることに罪悪感を抱いていたものの、実央の一言で立ち直っている。逆にシナリオライター養成学校に通うか迷っていた日南子にアドバイスを送り、日南子に決心を付けさせている。
人の色恋に関わるのが苦手。ただし勝子と堂本との恋の行方を心配している。
2013年に同じ会社に勤めていた省吾とできちゃった結婚。勝子に妊娠3ヵ月であることを明かす。このことでアニメーターとして生きることの不安を抱えていたことがある。またアニメーターを『世間と少しズレた仕事』と評している。
名字の由来は、カープの本拠地・MAZDA Zoom-Zoom スタジアム広島の所在地「広島市南区南蟹屋」から。名前の由来は、草創期のカープが三菱広島造船所内の合宿所を追い出されて転がり込んだ旅館「御幸荘」があった「広島市南区皆実町」から。

### 実央の関係者
実央の父
43歳。リストラに遭い、ようやく再就職を果たしたばかり。子供の頃、西武ライオンズの誕生に立ち会えたことを誇りに思い、以降ファンになった。応援するチームが違うため、実央とは時折冷戦状態になることもある。なお、学生時代は野球部員だった。
実央の母
41歳。専業主婦だったが、夫のリストラの影響でパートに出ることに。このこともあって夫も含め、親子関係は疎遠になっていたが、野球の話題のおかげで徐々に団欒の時間を取り戻すようになった。
加奈
実央の同級生で親友。いじめる側に回ってしまったために実央とはしばらく疎遠になったが、実央がいじめを克服すると対象が回ってきてしまう。その後、実央とは和解し、アルバイトを一緒にしたり野球観戦の世界に誘われたりすることになる。千葉にキャンパスのある大学に推薦合格している。
高木
実央の所属している野球部の同僚。実央とは同学年。がっしりとした体形。
実央や他の仲のいい野球部員と共に甲子園球場に行ったり、実央に野球部の帽子をあげたりしており、実央のことが気になっているものの、なかなか切り出せないでいる。なお、他にも野球部員は何度か登場しているが、名前がわかっているのは彼だけである。
浪元
実央の後輩で高校1年生。第30話（第1章第5巻）で初登場。小学校1年生から野球漬けだったが、事故がきっかけで中学の時に野球部を辞めた。野球の近くに居ればいいと割り切ったことで高校1年生の夏、マネージャーとして入部している。
先述の通り、野球中心の生活を送っていたため、人を見分ける基準が野球になってしまっている。人間関係も野球とイコールになってしまっており、野球以外の話題で話ができない、かつそれ以外の事象で人と仲良くなる方法がわからないと嘆いているほどである。
高木同様、実央に気がある。そのため、高木とは折り合いが悪い（ただし、野球の話題では意気投合している）。
須藤 由宇（すどう ゆう）
実央が捜し求めていた「赤い帽子の人」。広島在住。勝子の見合い相手候補として送られた見合い写真によってその姿がわかった。実央はマツダスタジアムで彼と会う約束をするが、当日その姿はなく座席には一枚の手紙が置いてあった。
名前はカープの二軍本拠地・広島東洋カープ由宇練習場（山口県岩国市由宇町）から。

### 基町の関係者
堂本 嘉邦（どうもと くによし）
29歳。基町の勤める会社の6年後輩。広島生まれで中学時代に親の転勤で神奈川に移ったがカープファン。「 -ス」が口癖でいつも基町から注意される。
勝子とは新人研修の頃からの知り合いで、一緒に野球観戦するまで進展し、勝子が意識するまでになったものの、勝子・堂本の後輩にあたるマミと婚約する。しかし互いの性格の不一致（理由の1つに野球を見に行っても面白そうな顔をしてくれないことを挙げている）で自らの意思で解消している。後に支社に飛ばされていたことが明らかになる。第3章開始時に宮崎で勝子に告白するものの流され、甲子園での告白では振られてしまっている。しかし、前述の勝子の一件で友達以上恋人未満の関係まで発展している。ちなみに、大口の契約が取れたりマミが営業で堂本に会いに行った際に別の人が対応するほど有能で地位の高い社員に成長している。
名前の由来は、広島出身でカープファンの歌手、CHEMISTRYの堂珍嘉邦から。
マミ
上の名前は川畑と思われるが詳細は不明。基町・堂本の後輩。堂本と婚約するが、性格の不一致で解消された（ただしマミ自身は自分から振ったと発言している）。社長とは年が離れているものの従兄妹の間柄で、縁故採用で入社しており、時にはそのことを利用して勝子に下された人事に干渉することもあった。
普段はきゃぴきゃぴした人柄ではあるが、その実は猫を被っており、腹黒く陰湿で毒舌な面を隠し持っている。
勝子は苦手な人物ではあるものの、仕事の面ではできる人と評しており、いつも面と向かって言うはずなのに、部長からの配置転換を受け入れたことに対してらしくないと怒ってもいる。堂本に対しては「思うところがあるからうじうじしていて男らしくない」と評している。なお、堂本との婚約を解消した直後なのに医者との合コンに行こうとしていることから、尻軽女の面もある。
モデルとして過ごしていた時期があり、その際ジャビットガールも経験している（ただし踊りを覚えるのに懸命だったため1年で辞めている）。なお、その際に野球好きではないことも明らかになった。
第3章で個人の会社を立ち上げている。
作者にとっても思い入れのあるキャラのようで、第3章第2巻のおまけ漫画で、初期イメージ画と彼女への思いが描かれていた。
部長
本名は不明。勝子・堂本の上司にあたる人物。マミも表向きは上司にあたる。堂本の言葉尻だけをとらえて、勝子を配置転換した人物。社長のいとこになるマミに媚を売ったつもりが、逆にマミの怒りを買い説教される羽目になった。横浜DeNAベイスターズ（連載当初は横浜ベイスターズ）のファンで大のカープ嫌いではあるが、相手選手のケガに対してけなすような人ではないと勝子から評されている。それゆえに、普段はソリの合わない人物ではあるが、野球の話ではある種の共感を持っているようである。
取引先の相手である伊東と勝子の会話を聞いて、怖い女子が増えたと恐れおののいている。
勝子の父・母
広島に住む勝子の両親。共に下の名前は不明。勝子が上京することは当初反対していた。
母親は勝子が帰ってくる度しきりにお見合いを勧めており、しまいには父親が倒れたと偽り、ゴールデンウィークに勝子を帰省させ、お見合いをさせている。その際、ただで受けないと悟っていたのか、横浜ベイスターズ戦のチケットをお見合い写真に添え、お見合い相手と一緒に観戦させるというしたたかさも持っている。なお、母親がしきりに見合いを勧めているのは、勝子の従兄である千秋のことを忘れさせたいがための行動でもある。
前田智徳の引退試合を見たい勝子のためにチケットを取りに行ってあげているほどの子供思いでもある。

### みなみの関係者
浮気相手
本名は不明。（2011年から数えて）3年前にみなみと不倫相手になっていた男。東京ドームで初めて行われた試合で妻と一緒に観戦しているところを再び鉢合わせすることになる。本当は野球好きだからデート場所を野球場にしたのではないかと勝子は推測している。
梨田
上井草にあるアニメ制作会社の社員。正確には同僚ではないが、（他の社員と一緒に）野球観戦に行くなど仲がいい。勝子に一目惚れしたため、仲を取り持ってもらえないかみなみに相談しているが、やんわりと断られた。
省吾
苗字は不明。みなみの夫。みなみと同じアニメーターである。どういう経緯で付き合いだしたのかは明らかにされていない。みなみいわく、父親は村田兆治に少し似ていると評している。

## 第2章の登場人物
太田 日南子（おおた ひなこ）
第2章の主人公。女子大3年生。初登場は第1章第37話（第1章第6巻収録）。身長はサバを読んで148センチメートル。
東京ドームでオタフクビールの売り子のアルバイトをしており、実央のバイト仲間でもある。野球嫌いを公言しており、カープについても「生まれてから1度も優勝していない」程度の知識しかない。野球嫌いの原因は「父がジャイアンツ、母がスワローズと贔屓チームが違い、これがもとで離婚したから」と思い込んでいるため。しかし実際は違うことが後に明らかになる。
普段は不機嫌そうな顔をして出勤しているため、周りには「不機嫌姫」とあだ名されることもある。しかし球場では素晴らしい笑顔を見せるため、売り上げは上位に入っている。
思ったことを口に出しやすい性格と野球のことをあまり知らないため、時にそのチームのファンにとっては辛辣な発言をしてしまい、実央や三樹夫を消沈させている。
シナリオライターを志望し、養成学校に入学。養成学校では叔母にあたる伊東の隣に座っている。出される宿題はあまりやって来ない（自分のセンスに自信がないため）。成績はCランクで、伊東は軽くあしらっている状態である。
名前の由来は広島市内を流れる「太田川」＋カープの春季キャンプ地である宮崎県「日南市」。
松田 実央
詳細は#第1章の登場人物参照。
石本 三樹夫（いしもと みきお）
日南子・実央のバイト仲間。初登場は第2章1球め（第2章にあたる単行本第1巻収録）。身長は172センチメートルあるが、いつも猫背で歩いている。性別は男性だが女性として過ごす「男の娘」。そのことは日南子と実央にしか告げていない。主に2人からはミッキーと呼ばれ、他のバイト仲間からは美樹と呼ばれている。大のカープファン。
なよなよとして人付き合いが苦手。引っ込み思案なところもあり、もじもじすることも多い。また泣き虫でもある。
高校時代『ずっと見てた人』（三樹夫にとってあこがれの人と称しているが、実際は好きだった模様）がいたが、同性にあこがれてしまったため、その想いを告げられなかった。そのこともあって、日南子には（星型の傷のある男の子に）必ず見付けて会うべきだと説いている。
日南子の母
下の名前は不明。旧姓は伊東。初登場は第2章1球め（第2章にあたる単行本第1巻収録）。看護師で前田智徳よりは年下である。日南子は高校を卒業してから産んでいるため、社会で苦労したことを彼女に常に説いている。
養成学校で日南子の隣席に座っている伊東は自身の妹にあたる人物である。
スワローズファン。ジャイアンツファンの夫とは野球のこと以外の理由で離婚している。
伊東
下の名前は不明。初登場は第2章6球め（第2章第2巻）。第3章でも登場する。東京に実家はあるが、巨人の応援をしたいということで東京ドームのある総武線沿いに居を構えている。独身なのか既婚者なのかは言及されていない。
勝子の会社の取引先の相手（OL）だが、打ち合わせの前日に東京ドームのビジター応援席で偶然出会っている。いわゆるよくできるOL（的確な数字を出せる人）で、勝子も一目置いている。また野球を見る目も冷静で、データに基づいた見方もできるようである。
またシナリオライター養成学校にも通っている作家志望でもある。養成学校では日南子の隣席におり、何となくで入学した日南子に厳しいながら的確なアドバイスを送っている。養成学校で出させる宿題の評価は常にAランク。
三島由紀夫とアン・リーを好きな作家・監督として挙げている。
根っからの巨人ファン。家族は在京球団のファンで、父親が北海道日本ハム、姉はヤクルトのファン。姉とは同じリーグに所属する球団同士ゆえか仲が悪く半ば絶縁状態になっていたが、第2章第2巻120頁で会っており、その時日南子が自身の姪であることを明かしている。

## 第4章の登場人物
三篠 恋子（みささ こいこ）
東京都杉並区荻窪在住の中学2年生。周囲が既に将来のことを考えていたのに自分は何も決めず、聞かれても「回りに怒られない答え」を用意するだけだった自分に嫌気が差し、学校をサボっていたところを日南子に見つかり、いきなり球場へ連れて行かれる。
楠木 ジョー太郎（くすのき ジョーたろう）
恋子の同級生のハーフの男子。呉市からの転校生で、「無口なイケメン」として女子の人気が高かった。恋子がカープ戦を見に行ったことを知り、自分も大のカープファンだと告白。実はバリバリの広島弁を使うが、周りを怖がらせないように封印して無口を装っていただけで、「がっかりイケメン」として周囲の評価は下がることになってしまう。姉がいる。
大野 良太（おおの りょうた）
同じく恋子の同級生の男子。天然パーマで眼鏡をかける。毎週金曜は学校に来てない。
太田 日南子
詳細は#第2章の登場人物参照。この章ではベースボール・マガジン社でバイトをしている。

## 単行本
- 石田敦子 『球場ラヴァーズ 〜私が野球に行く理由〜』 少年画報社〈ヤングキングコミックス〉、全6巻
  1. 2010年8月23日発売 ISBN 978-4-7859-3450-7 ※表題作の他「野球戦隊セ・リグンジャー」（初載：竹書房『まんがライフMOMO』）を収録。
  2. 2011年2月28日発売 ISBN 978-4-7859-3575-7
  3. 2011年5月30日発売 ISBN 978-4-7859-3630-3
  4. 2011年11月30日発売 ISBN 978-4-7859-3743-0 ※描き下ろしの「球場ラヴァーズ 延長戦」を4作収録。
  5. 2012年5月30日発売 ISBN 978-4-7859-3850-5 ※描き下ろしの「球場ラヴァーズ 延長戦」を1作収録。
  6. 2012年10月9日発売 ISBN 978-4-7859-3935-9

- 石田敦子 『球場ラヴァーズ 〜私を野球につれてって〜』 少年画報社〈ヤングキングコミックス〉、全3巻
  1. 2013年3月29日発売 ISBN 978-4-7859-5017-0
  2. 2013年9月30日発売 ISBN 978-4-7859-5134-4
  3. 2014年3月26日発売 ISBN 978-4-7859-5249-5

- 石田敦子 『球場ラヴァーズ 〜だって野球が好きじゃけん〜』 少年画報社〈ヤングキングコミックス〉、全3巻
  1. 2013年10月16日発売 ISBN 978-4-7859-5133-7
  2. 2014年4月16日発売 ISBN 978-4-7859-5268-6
  3. 2014年12月16日発売 ISBN 978-4-7859-5449-9

- 石田敦子 『こいコイ! 〜球場ラヴァーズ〜』 少年画報社〈ヤングキングコミックス〉、全2巻
  1. 2014年9月30日発売 ISBN 978-4-7859-5389-8
  2. 2015年6月30日発売 ISBN 978-4-7859-5578-6

- 石田敦子 『球場ラヴァーズ 3-2（フルカウント）』 少年画報社〈ヤングキングコミックス〉、全1巻
  1. 2016年3月30日発売 ISBN 978-4-7859-5742-1